# 2008年夏季奥林匹克运动会阿尔巴尼亚代表团
2008年夏季奧林匹克運動會阿爾巴尼亞代表團會參加2008年8月8日至8月24日在中國北京主辦的第29屆夏季奧運。代表團由阿爾巴尼亞奧林匹克委員會派出。

## 參賽名單

### 田徑
- 女子：
  - 克洛蒂婭娜·莎拉（400米）
- Men:
  - Dorian Çollaku（擲鏈球）

### 游泳
女子：
- Rovena Marku（50米自由泳）

男子：
- 希德尼·霍克斯哈（50米自由泳）

### 射擊
- 女子：
  - Lindita Kodra（25米手槍，10米氣手槍）

### 摔跤
- 男子自由式：
  - Sahit Prizreni（-60公斤級）
  - 男子希羅式：
- Elis Guri（-96公斤級）

### 舉重
- 女子：
  - 羅米拉·貝加伊（-58公斤級）
- 男子：
  - Gert Trasha（-69公斤級）
  - 埃尔坎德·切里马伊（-77公斤級）

### 柔道
- 男子：
  - Edmond Topalli（-81公斤級）